# 漾日居

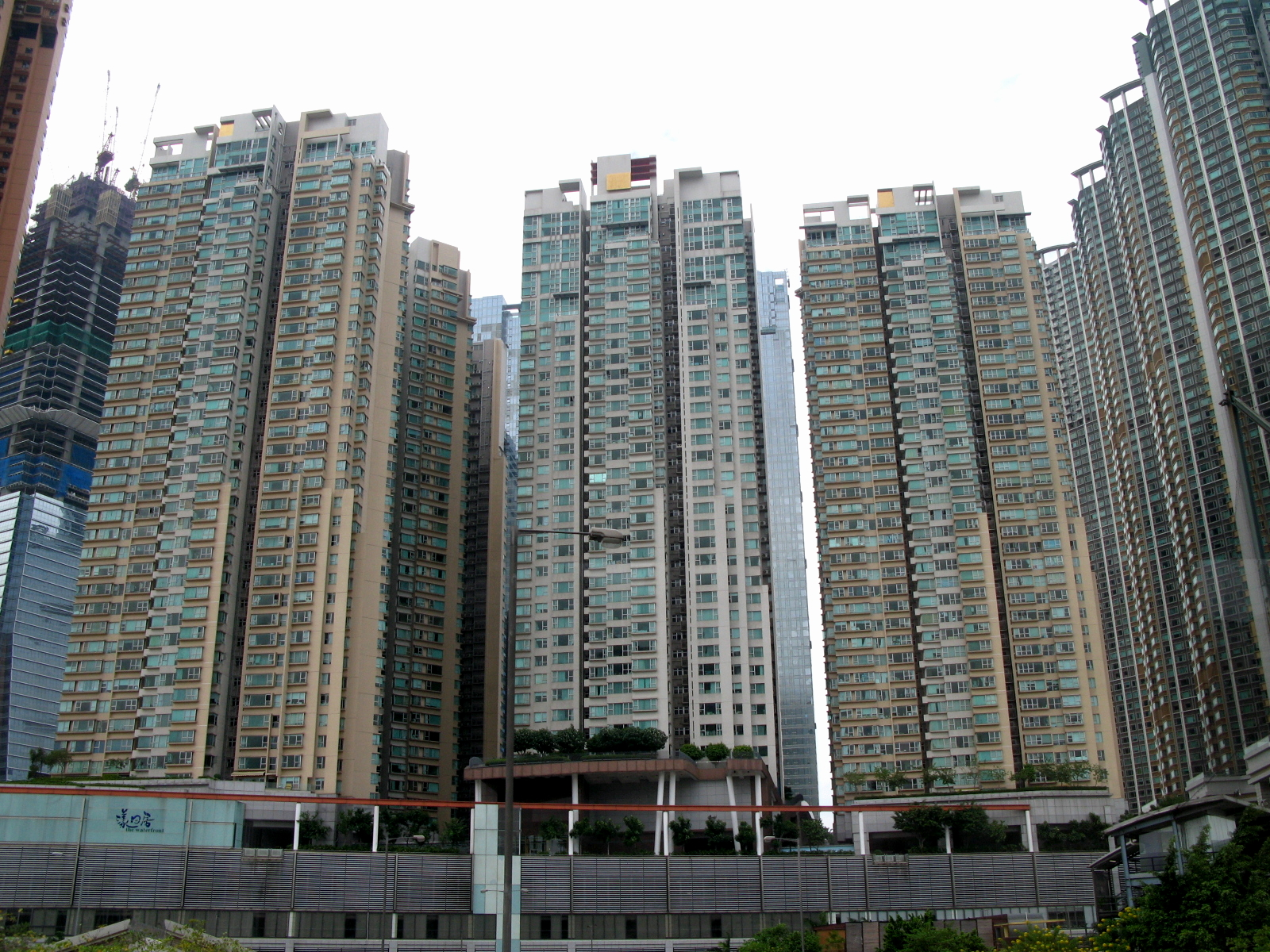
漾日居東面外牆

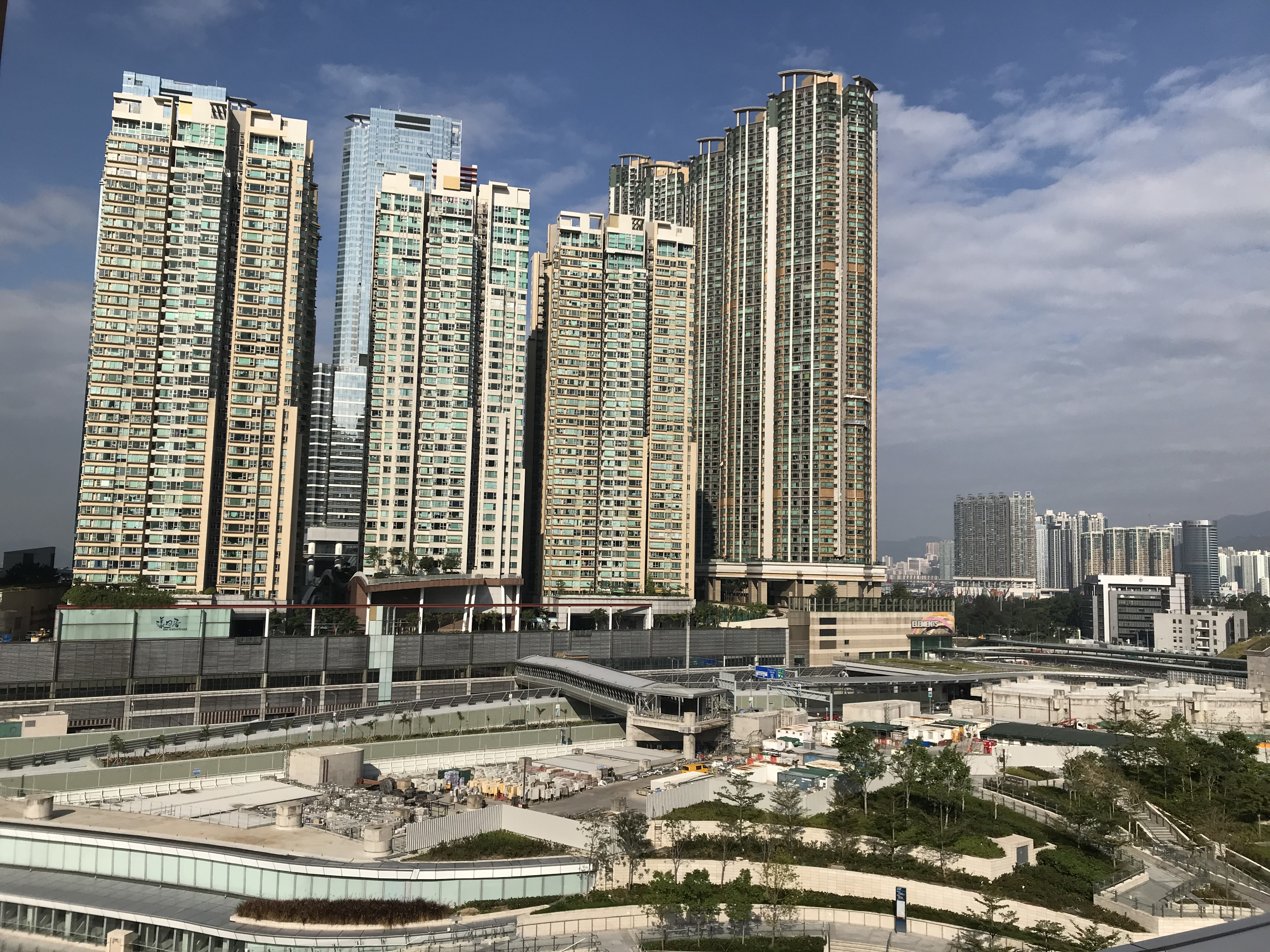
从高铁香港西九龍站眺望漾日居（左侧）

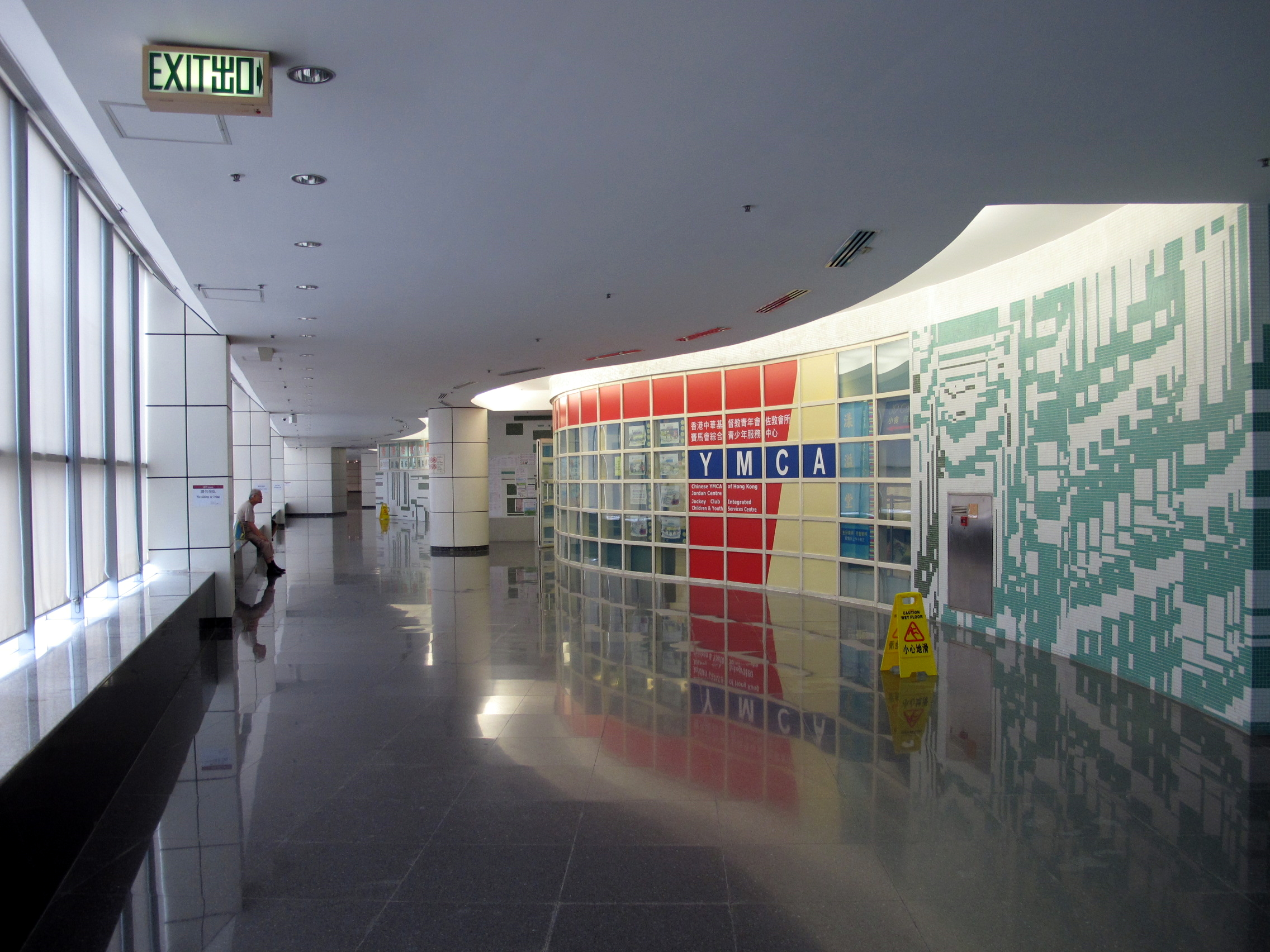
漾日居基座設社區設施

漾日居（英語：The Waterfront）是香港西九龍港鐵九龍站第一期的私人住宅屋苑，由永泰亞洲、淡馬錫控股、新加坡置地、吉寶置業、麗新集團及環球投資（百慕達）合組的財團投得發展權，由關永康建築師事務所設計，協興建築承建的屋苑，於2000年落成，屬首個於九龍站落成的住宅。

## 屋苑簡介
漾日居共有6座樓宇，1,288個住宅單位，單位面積由77至232平方米（833至2590平方呎）。設計上可經空中花園前往鐵路站，為居民帶來方便和悠閒的感覺。

## 歷史
1993年政府批准前地鐵公司興建機場鐵路。1996年2月進行招標，永泰亞洲率領以新加坡資本為主的財團，奪得項目的發展權。漾日居落成後，地鐵公司因興建基座（當時還未命名），而把C出口關閉了8年。

## 設施
屋苑設有會所，設施包括健身室、泳池、模擬高爾夫球練習場、桌球室、兒童遊樂場及桑拿房，第5座業主更設獨立會所。

## 社區設施
漾日居基座1樓設社區設施，包括香港復康力量賽馬會漾日居中心、仁愛堂陳鄭玉而幼稚園及香港中華基督教青年會佐敦會所。

## 外部連結
1. ↑  建築項目資料 （页面存档备份，存于）. hiphing. [2019-06-23].

- skyscraper介紹 （页面存档备份，存于）
- 港鐵官方網站 （页面存档备份，存于）